# Hokuriku Journal of Botany
Hokuriku Journal of Botany (abreviado Hokuriko J. Bot.) fue una revista ilustrada con descripciones botánicas que fue editada en Kanazawa. Se publicaron 6 números (del 1 al 6), en los años 1952-1957. Fue  reemplazada por Journal of Geobotany.